# Pretend or Surrender
Pretend or Surrender to drugi album fińskiej grupy Lovex.

## Utwory na płycie
1. "If She's Near" - 4.03
2. "Turn" - 3.42
3. "Take a Shot" - 3.33
4. "Different Light" - 4.09
5. "Writings On the Wall" - 4.06
6. "Time and Time Again" - 4.03
7. "Belong To No One" - 3.54
8. "My Isolation" - 3.33
9. "Rid of Me" - 4.31
10. "Ordinary Day" - 4.08
11. "End of the World" - 5.38
12. "End of the World (Outro)" - 1.38
13. "Save Me" - 3.43
14. "Love and Lust" - 4.24